# باولا هوفر
باولا هوفر (بالإيطالية: Paola Hofer)‏ هي متزحلقة إيطالية، ولدت في 29 يناير 1954.

## وصلات خارجية
- باولا هوفر على موقع الاتحاد الدولي للتزلج (التزلج على المنحدرات الثلجية) (الإنجليزية)
- باولا هوفر على موقع اللجنة الأولمبية الدولية (الإنجليزية)
- باولا هوفر على موقع أوليمبيديا (الإنجليزية)